# Tavannes
Tavannes (zastarale německy Dachsfelden) je obec v okrese Bernský Jura v kantonu Bern ve Švýcarsku. Německý název se dnes používá jen zřídka; stále se vyskytuje například v názvu ulice Dachsfelderstrasse v Basileji. Žije zde přibližně 3 600 obyvatel.

## Geografie

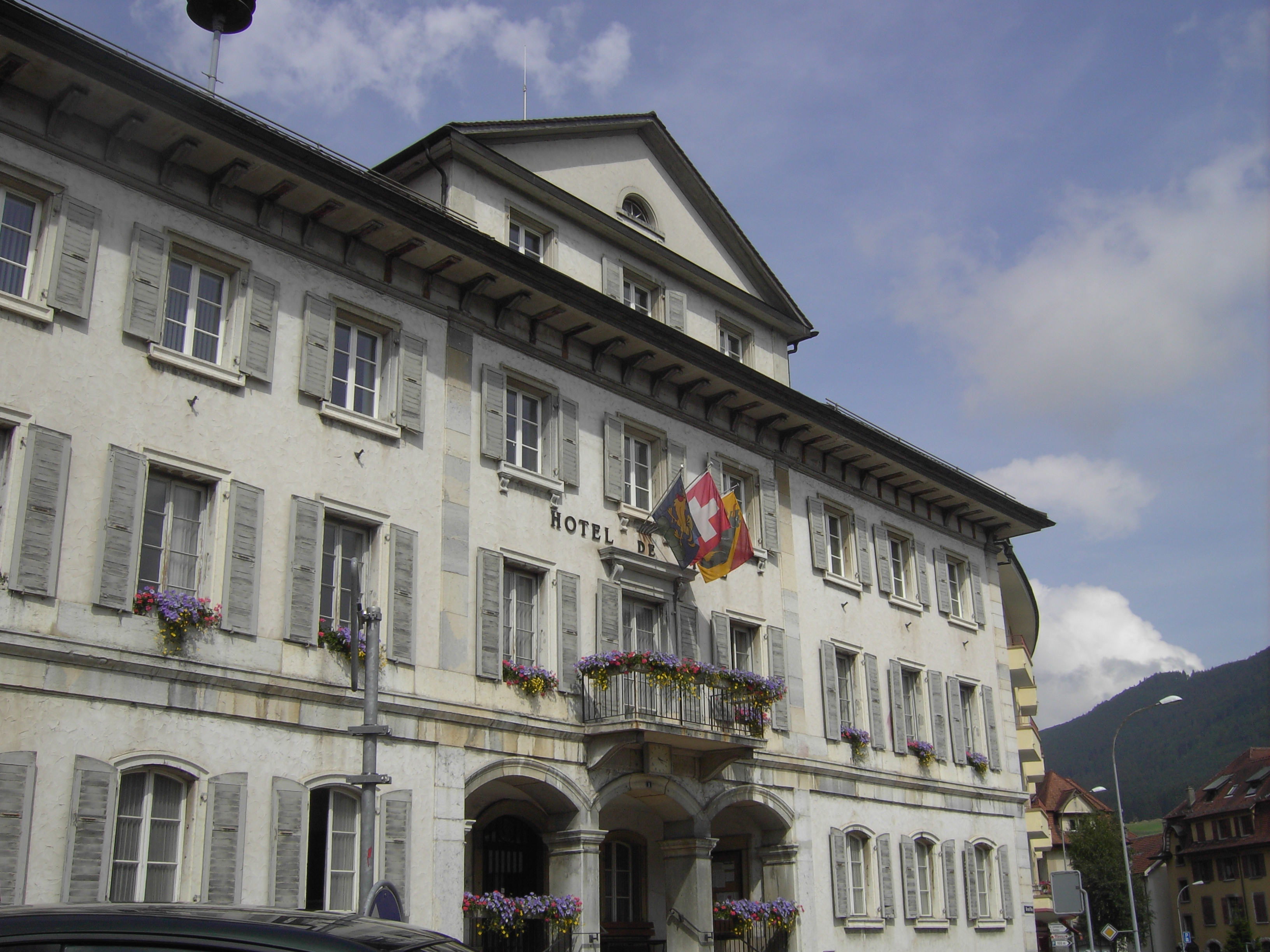
Radnice

Tavannes leží v nadmořské výšce 754 m, vzdušnou čarou 15 km jihozápadně od Moutier a 10 km severoseverozápadně od Biel/Bienne. Průmyslová obec se rozkládá po obou stranách toku řeky Birs, na jižním okraji široké kotliny Vallée de Tavannes a na úpatí průsmyku Pierre Pertuis.
Území obce o rozloze 14,7 km² pokrývá část západní části údolí Vallée de Tavannes, která je široká 4 km. Severní část území tvoří kopcovitá krajina mezi údolními nivami řek Birs a Trame, která je zčásti pokryta lesem Forêt de Chaindon. Centrální část tvoří kotlina Tavannes s pramenem řeky Birs (Source de la Birse). Na jihu zasahuje území obce do antiklinály, která lemuje údolí Tavannes na jeho jižní straně. Nejzápadnější část Montoz, nejvyššího bodu obce s nadmořskou výškou 1285 m, průsmyk Pierre Pertuis a nejvýchodnější část masivu Montagne du Droit (1060 m n. m.) s kopcem La Tanne jsou součástí katastru obce Tavannes. Na Montagne du Droit se nacházejí rozsáhlé jurské vysokohorské pastviny s typickými mohutnými smrky, které zde stojí buď jednotlivě, nebo ve skupinách. Na dalekém severozápadě se oblast rozprostírá přes údolí Trame až k zalesněnému jižnímu svahu Montbautier (až 1040 m n. m.). V roce 1997 bylo 9 % území obce pokryto zastavěnou plochou, 42 % lesy a lesními porosty a 49 % zemědělskými plochami.
K obci Tavannes patří četné samostatné farmy, které jsou roztroušeny v povodí řeky Tavannes a na výšinách Jury. Sousedními obcemi Tavannes jsou Saicourt, Reconvilier, Péry-La Heutte, Sonceboz-Sombeval, Corgémont, Tramelan a Mont-Tramelan.

## Historie

Letecký pohled (1930)

V římské době vedla z Aventicum důležitá silniční spojnice přes průsmyk Pierre Pertuis údolím Vallée de Tavannes do Augusta Raurica. Průsmyk byl v té době hranicí mezi Helvéty na jihu a Rauriky na severu.
K rekultivaci a osídlení kotliny údolí Tavannes však došlo až po založení opatství Moutier-Grandval. První písemná zmínka o Tavannes pod názvem Theisvenna pochází z roku 866. Následně se pravopis názvu místa několikrát změnil: Tehisvenna (884), Tasvenne (967), Tasuenna (1181) a také Thasvanne, Taffennas a Tasueno. Etymologie místního jména je sporná: Tavannes lze odvodit buď od keltského slova tavan pro kmen stromu, nebo od starohornoněmeckého dahs (jezevec) v kombinaci s germánským venjô (pastvina), z čehož vznikl německý název Dachsfelden.
Tavannes patřilo k majetku opatství Moutier-Grandval. Po založení opatství Bellelay ve 12. století byla vesnice basilejským knížetem-biskupem zařazena pod toto nové opatství. Ve stejné době se rodina Tavannes usadila na hradě severně od obce poblíž Le Châtelet. Hrad byl zničen v roce 1499 během švábské války a dynastie šlechticů z Tavannes vymřela v průběhu 16. století. V roce 1530 zavedl Guillaume Farel v Tavannes reformaci.
V letech 1797–1815 patřilo Tavannes k Francii a zpočátku bylo součástí departementu Mont-Terrible, který byl v roce 1800 sloučen s départementem Haut-Rhin. Na základě rozhodnutí Vídeňského kongresu v roce 1815 se městečko stalo součástí okresu Moutier v kantonu Bern. Významným občanem Tavannes byl Théophile Voirol, který se stal generálem za Napoleona a sloužil v severní Africe.

## Obyvatelstvo
| Vývoj počtu obyvatel | Vývoj počtu obyvatel | Vývoj počtu obyvatel | Vývoj počtu obyvatel | Vývoj počtu obyvatel | Vývoj počtu obyvatel | Vývoj počtu obyvatel | Vývoj počtu obyvatel | Vývoj počtu obyvatel | Vývoj počtu obyvatel | Vývoj počtu obyvatel | Vývoj počtu obyvatel |
| -------------------- | -------------------- | -------------------- | -------------------- | -------------------- | -------------------- | -------------------- | -------------------- | -------------------- | -------------------- | -------------------- | -------------------- |
| Rok                  | 1850                 | 1900                 | 1910                 | 1930                 | 1950                 | 1960                 | 1970                 | 1980                 | 1990                 | 2000                 | 2010                 |
| Počet obyvatel       | 672                  | 1591                 | 2655                 | 3355                 | 3650                 | 3939                 | 3869                 | 3336                 | 3188                 | 3373                 | 3478                 |

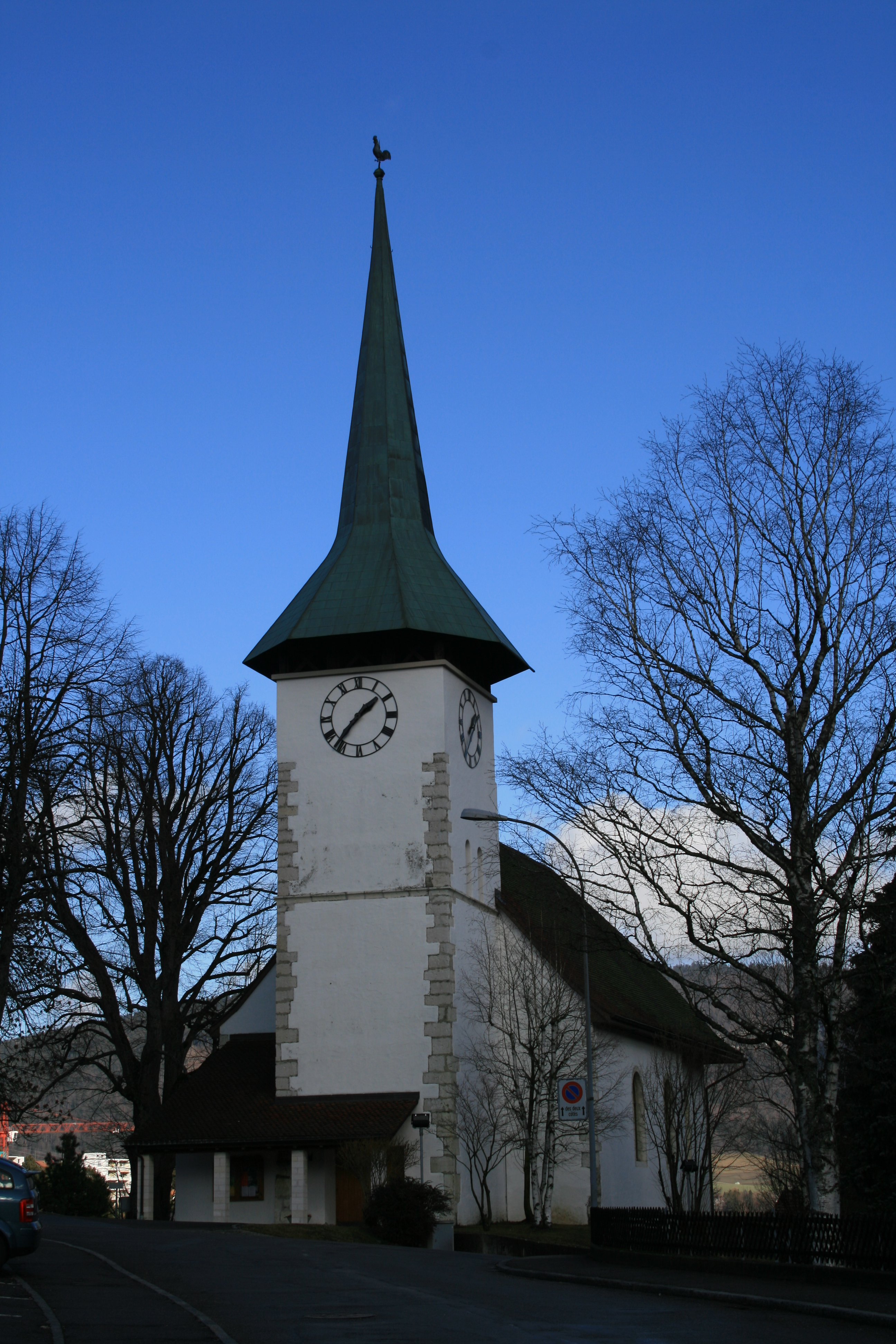
Reformovaný kostel

Z celkového počtu obyvatel je 84,1 % francouzsky mluvících, 6,0 % německy mluvících a 3,6 % italsky mluvících (stav v roce 2000). Počet obyvatel Tavannes prudce vzrostl mezi lety 1850 a 1950. Po dosažení nejvyššího počtu přibližně 4000 obyvatel v 60. letech 20. století byl v důsledku hospodářské krize v 70. letech zaznamenán pokles o 14 %. Od té doby dochází pouze k relativně malým výkyvům.

## Hospodářství
Zhruba do poloviny 19. století bylo Tavannes zemědělskou obcí, poté se rychle vyvinulo v průmyslovou obec. V zemědělství, které se zaměřuje především na chov dobytka a produkci mléka, dnes stále pracuje přibližně 7 % pracovní síly. Industrializace začala kolem roku 1850 zavedením hodinářského průmyslu z údolí Vallon de Saint-Imier (založení společnosti Tavannes Watch Co.). Počet obyvatel následně prudce vzrostl ze 771 obyvatel v roce 1870 na 3006 obyvatel v roce 1920. Rozkvět hodinářského průmyslu vedl k výraznému hospodářskému rozmachu v první polovině 20. století. Hodinářství hraje důležitou roli i v současnosti, ale vznikly také podniky v oblasti strojírenství a přesné mechaniky. Dalším významným zaměstnavatelem je společnost Tavapan SA. Kromě obchodování s materiály na bázi dřeva vyrábí ve vlastních výrobních závodech vysoce kvalitní výrobky zvukové izolace.

## Doprava

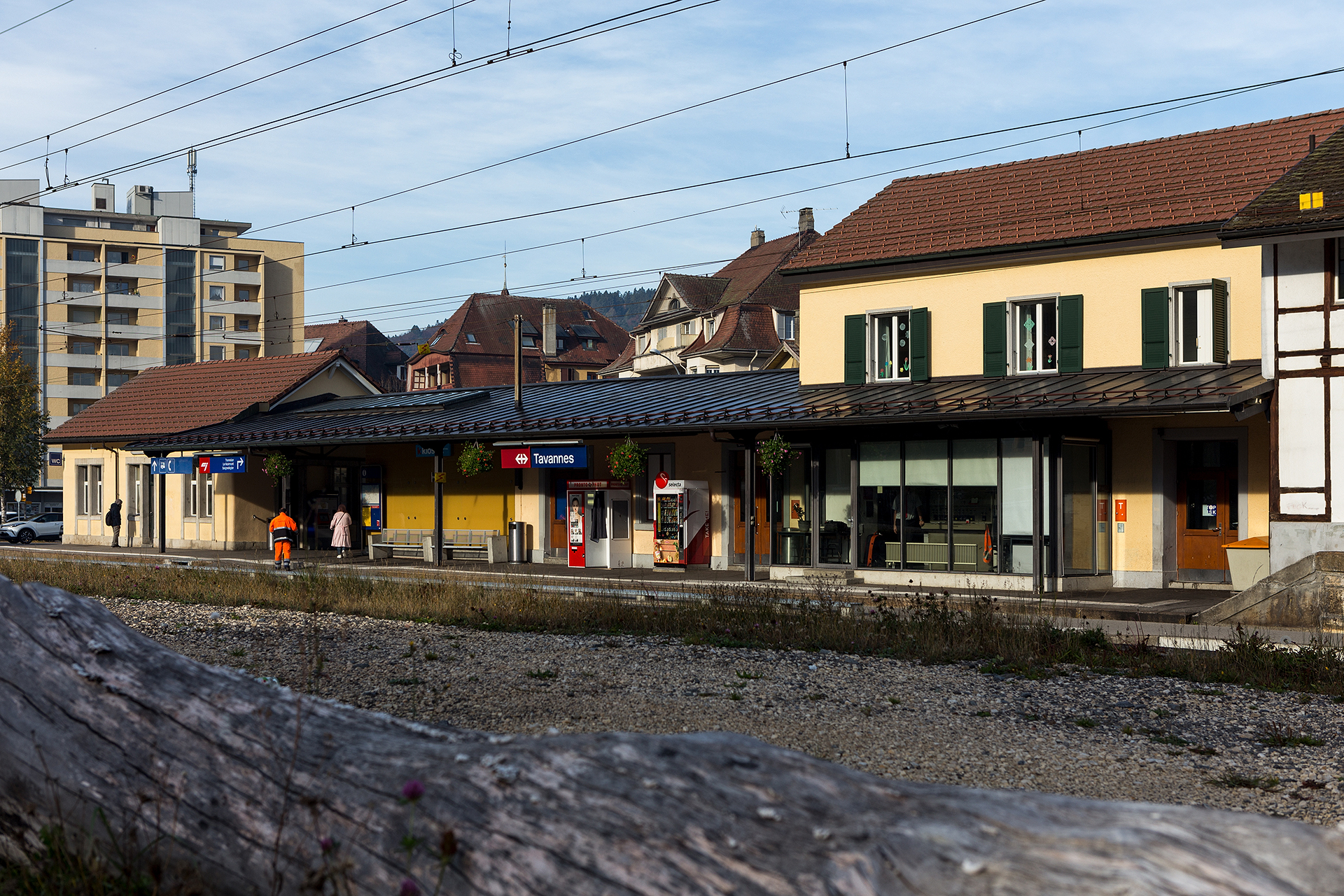
Železniční stanice

Obec má dobré dopravní spojení. Nachází se na frekventované hlavní silnici z Delémontu do Bielu. Od roku 1997 je Tavannes napojeno na švýcarskou dálniční síť otevřením úseku dálnice A16 La Heutte – Tavannes, jehož součástí je i tunel Pierre-Pertuis. Další úsek, obchvat Tavannes a Reconvilier, byl otevřen roku 2012 a prodloužení k francouzské hranici o tři roky později.
Napojení na železniční síť bylo dokončeno 30. dubna 1874 otevřením trati ze Sonceboz do Tavannes. Pokračování trati z Tavannes do Court bylo otevřeno 16. prosince 1876. O osm let později, 16. srpna 1884, přibyla úzkorozchodná železnice Tavannes–Tramelan, předchůdkyně Chemins de fer du Jura (CJ), z Tavannes do Tramelanu. Z Tavannes jezdí autobusová linka přes Bellelay a Lajoux do Les Genevez.